# هافنیم
هافنیُم (Hafnium) یک عنصر شیمیایی با علامت Hf و عدد اتمی ۷۲ است. این فلز نقطه ذوب بسیار بالایی دارد، به رنگ قهوه‌ای مایل به قرمز است و ترکیبات آن شباهت زیادی به ترکیبات زیرکونیوم دارد. البته این نکته قابل ذکر است که در بسیاری از موارد این ماده از مواد معدنی زیرکونیوم به‌ دست می‌آید.
هافنیم در فیبرها و الکترودها استفاده می‌شود. بعضی از سوپرآلیاژها که برای برنامه‌های خاصی به کار می‌روند حاوی ترکیبات هافنیم، نایوبیم، تیتانیوم و تنگستن هستند.
هافنیم فلزی براق با کاربردهای فراوان در علوم هسته‌ای و آلیاژها و فراوانی متوسط 3 ppm (ppm: جزء در میلیون) در پوسته زمین، قطعاً یکی از عناصر کمیاب به حساب نمی‌آید. فراوانی این فلز در پوسته زمین از فلزاتی همچون طلا، نقره و فلزات گروه پلاتین، برخی از عناصر کمیاب و فلزاتی از جمله ژرمانیوم، تانتالوم و مولیبدن بیشتر است. البته تولید هافنیم به عنوان یک فلز از لحاظ کمی فعلاً در سطح پایینی است (کمتر از ۷۰ تن در سال). این تولید پایین دو دلیل عمده دارد: اولاً هافنیم که معمولاً در کاربردهای هسته‌ای به خصوص نیروگاه‌های هسته‌ای کاربرد دارد یکی از محصولات جانبی تصفیه زیرکونیوم به حساب می‌آید و ثانیاً جداسازی هافنیم از زیرکونیوم بسیار مشکل است، ضمن آنکه این دو فلز اغلب به صورت مرکب در طبیعت یافت می‌شوند. به همین دلیل است که در حال حاضر در تمام دنیا تنها دو تولیدکننده عمده هافنیم فعالیت می‌کنند: یکی شرکت ای تی آی واچانگ (ATI Wah Chang) که بخشی از شرکت آلگنی تکنولوژی (Allegheny Technologies) در ایالت اوریگان (Oregon) آمریکا است و دیگری شرکت سزوس (CEZUS) در شهر جاری (Jarrie) فرانسه که بخشی از شرکت آروا (AREVA) و بزرگ‌ترین تولیدکننده نیروگاه‌های هسته‌ای است.

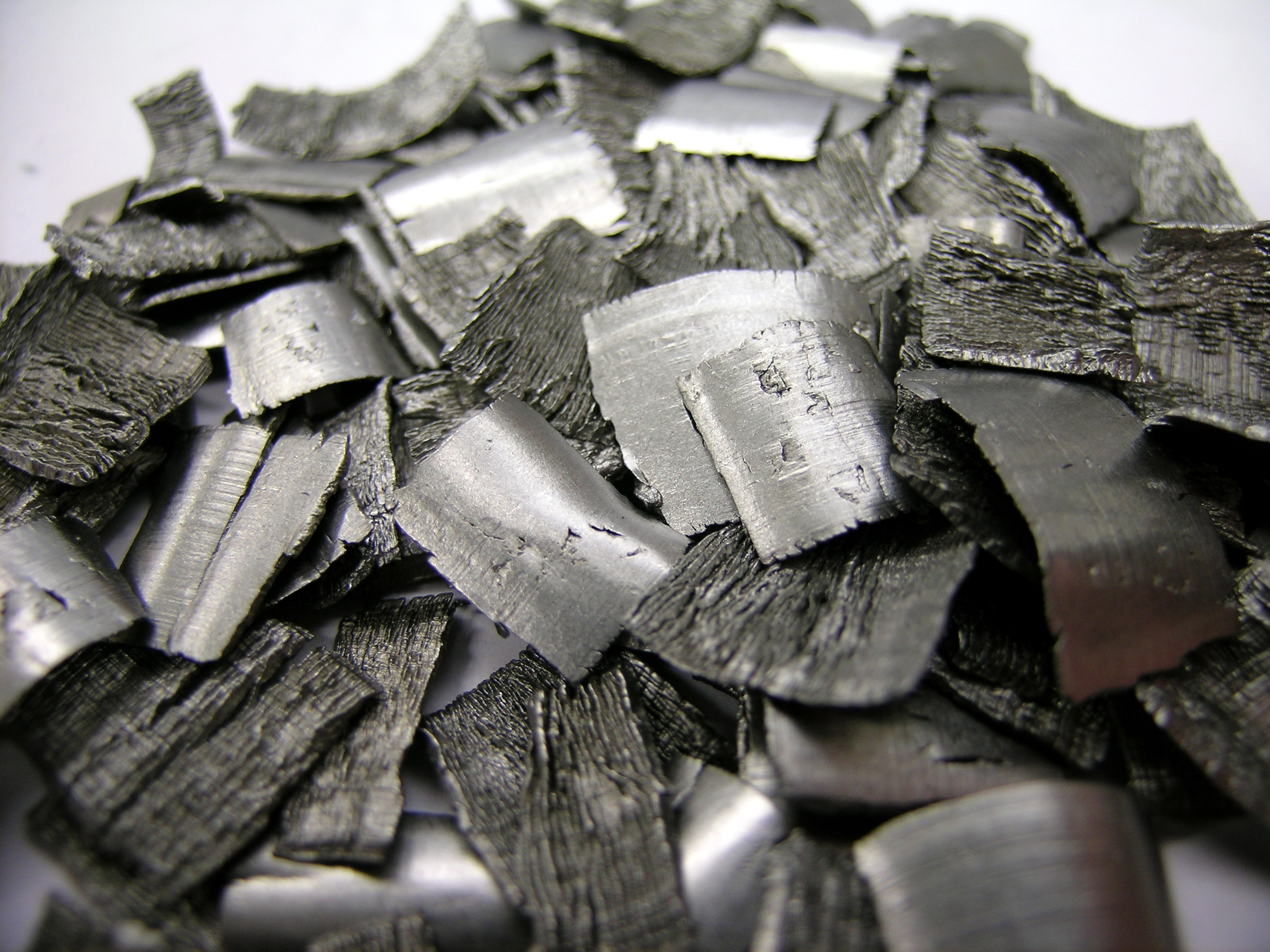
تکه‌های هافنیم

خواص فیزیکی عنصر هافنیم:
- عدد اتمی: ۷۲
- جرم اتمی: ۱۷۸٫۴۹
- نقطه ذوب: C° ۲۲۲۷
- نقطه جوش: C° ۴۶۰۳
- شعاع اتمی: Å ۲٫۱۶
- ظرفیت: ۴
- رنگ: خاکستری تیره
- حالت در شرایط استاندارد: جامد
- نام گروه: ۴

## دستیابی به هافنیم
نظر به مشکلات جداسازی هافنیم (از زیرکونیوم) تعجبی ندارد که این فلز از جمله آخرین عناصری باشد که کشف شده‌است. هر چند شیمی دانان قبلاً محلی را برای هافنیم در جدول تناوبی در نظر گرفته بودند (عنصر شماره ۷۲)، اما این عنصر تا قبل از سال ۱۹۲۰ کشف نشده بود. در سال ۱۹۲۳ فیزیک‌دانی هلندی به نام دیرک کوستر (Dirk Coster) و شیمی‌دانی بلغارستانی به نام جورجی هوسی (Gyorgy Hevesy) که از قضا برنده جایزه نوبل نیز بود با همکاری یکدیگر در شهر کپنهاگن (Copenhagen) دانمارک و استفاده از روش‌های تجزیه و تحلیل به کمک اشعه ایکس توانستند وجود هافنیم را به عنوان عنصری مجزا از زیرکونیم به اثبات برسانند. نام هافنیم از کلمه هافنیا (Hafnia) که نام لاتین شهر کپنهاگن است، گرفته شده‌است.
هافنیم در فرم فلزی خود، فلزی براق و رساناست که دانسیته آن دو برابر زیرکونیوم است. البته هیچ‌گاه نمی‌توان هافنیم را به صورت یک عنصر خالص در طبیعت یافت؛ جهت دستیابی به فرم خالص این فلز به یک پروسه طولانی و پیچیده تصفیه نیاز است. هافنیم در طبیعت در سنگ معدن‌هایی که حاوی زیرکونیم هستند همچون زیرکن و بدلیایت (baddeleyite – اکسید زیرکونیوم یا زیرکونیا) و به صورت ترکیب شده با زیرکونیم با نسبت ۱ به ۵۰ یافت می‌شود. البته سنگ معدن‌های دیگری مانند آلویت (Alvite) و هافنون (Hafnon) نیز حاوی هافنیم هستند، اما چندان مورد توجه نیستند. هافنیم به‌طور عمده در زیرکن یافت می‌شود و زیرکن نیز به نوبه خود از فرآوری ماسه‌های حاوی مواد معدنی سنگین و ایلمنیت زیرکونیم دار بدست می‌آید. ایلمنیت زیرکونیم دار به دو ترکیب اکسید تیتانیوم و ماسه زیرکن (ZrSio4) تجزیه می‌شود که دومی همان‌طور که مشاهده می‌شود حاوی زیرکونیم است. البته شایان ذکر است که تمام ایلمنیت‌ها حاوی زیرکونیوم و نتیجتاً هافنیم نیستند. استرالیا، آفریقای جنوبی و چین تولیدکنندگان اصلی ماسه زیرکن در دنیا هستند و برزیل، روسیه و اوکراین منابع خوبی از بدلیایت را در اختیار دارند.
هافنیم عموماً در صنایع هسته ای به کار می‌رود و میزان تولید آن بستگی به میزان تولید اسفنج زیرکونیوم دارد که از ماسه زیرکونیوم بدست می‌آید. برای اینکه زیرکونیوم بتواند به خوبی در میله‌های سوخت هسته ای عمل کند باید تا حد ممکن اجازه عبور نوترون‌ها از خود را بدهد، از این رو باید کمترین میزان هافنیم را داشته باشد چرا که مقطع جذب حرارتی نوترون‌ها در اتم هافنیم ۶۰۰ برابر زیرکونیوم است. هر چند خاصیت جذب نوترون‌ها در هافنیم و زیرکونیوم تفاوت فاحشی با یکدیگر دارد، اما کلیه خواص شیمیایی این دو عنصر، به غیر از دانسیته، تقریباً شبیه به هم است و به همین دلیل است که جداسازی آن‌ها از یکدیگر کار بسیار مشکلی است. در گذشته تولید هافنیم از طریق پروسه ای صورت می‌گرفت که دو دانشمند به نام‌های ون آرکل (Van Arkel) و دبوئر (de Boer) ابداع کرده بودند و طی آن بخار تترا یدید از روی یک رشته تنگستن داغ عبور داده می‌شد. امروزه تقریباً کل هافنیم تولید شده در دنیا از طریق پروسه کرول (Kroll) بدست می‌آید؛ در این پروسه، تترا کلرید را با استفاده از منیزیم یا سدیم احیا می‌کنند؛ سپس برای تصفیه هر چه بیشتر هافنیم از پروسه یدی آرکل دبوئر یا ذوب به روش پرتو الکترونی استفاده می‌شود. روش اول (پروسه ون آرکل دبوئر) روشی است که شرکت ای تی آی واچانگ برای تولید شمش‌های کریستال هافنیم با درصد بسیار پایین زیرکونیوم مورد استفاده قرار می‌دهد.
بر اساس برآوردها دو تولیدکننده عمده هافنیم یعنی شرکت ای تی آی واچانگ و سزوس به ترتیب سالیانه حدود ۴۰ و ۳۰ تن هافنیم تولید می‌کنند که از این میزان به ترتیب ۲۰ و ۱۰ تن آن به‌طور خالص شمش کریستال هافنیم و مابقی عناصر دیگری همچون زیرکونیوم یا گازهایی با دانسیته بسیار پایین است که در شمش هافنیم موجود می‌باشند؛ بنابراین همان‌طور که دیده می‌شود در عمل هافنیم کمتری تولید می‌شود. هند تولیدکننده هافنیم است، اما صادرکننده آن نیست. چین هم با تولید حدود ۲ تن هافنیم در سال با درجه خلوص پایین، از جمله تولیدکنندگان این فلز به‌شمار می‌آید. با وجود آنکه با استفاده از فناوری‌های کنونی و دستگاه‌های حاضر امکان جداسازی هافنیم و زیرکونیوم وجود دارد، اما هافنیم بدست آمده درجه خلوص بالایی ندارد و به عنوان مثال نمی‌توان به قدری آن را تصفیه کرد که مقدار زیرکونیوم موجود در آن به ۰٫۲ تا ۰٫۵ درصد برسد. در گذشته، دو کشور وابسته به بلوک شرق یعنی روسیه و اوکراین نیز جزء تولیدکنندگان هافنیم بودند. البته شرکت «کارخانجات جی اس سی چپتسکی» (JSC Chepetsky) در شهر گلاسوف (Glasov) روسیه همچنان هافنیم را در فهرست اقلام تولیدی خود دارد. در اوکراین نیز «مجتمع فلزکاری-معدنکاری استان وولنوگورسک» (Volnogorsk) واقع در منطقه دینپروپتروفسک (Dnepropetrovsk) به تولید هافنیم ادامه می‌دهد. بر اساس برآوردها، میزان تولید فعلی هافنیم در روسیه و اوکراین جمعاً حدود ۲ تن است که اوکراین سهم بیشتری از آن دارد. چنین سهمی نه از تولید کنونی اوکراین که از تولید و انباشت هافنیم در آن طی سال‌های گذشته نشات می‌گیرد. نگاهی اجمالی به آینده نشان می‌دهد که روسیه و اوکراین به ترتیب پتانسیل تولید ۳ الی ۱۰ تن و ۵ تن هافنیم را در سال دارند. دولت چین نیز که برنامه‌هایی برای تولید انرژی هسته ای دارد، بی شک به دنبال تولید هر چه زودتر هافنیم با درجه خلوص بالاست. اینکه آیا چین در آینده هافنیم مازاد بر نیاز خود را صادر می‌کند یا خیر، مسئله ای است که همچنان در پرده ابهام قرار دارد. به هر حال جدا از آنچه در فوق گفته شد، احتمال دارد بخشی از تولید هافنیم به چشم نیاید و در برآوردهای کلی لحاظ نگردد.
قیمت هافنیم از دو لحاظ جالب توجه است. اول اینکه قیمت این فلز به نظر بسیار ارزان می‌آید و دوم اینکه طی مدت زمانی طولانی (از سال ۱۹۷۰ تا ۲۰۰۰) به‌طور شگفت‌آوری ثبات داشته و نوسان بسیار اندکی را تجربه کرده‌است.
در حال حاضر، هر کیلوگرم هافنیم با ۰٫۲ تا ۰٫۵ درصد ناخالصی زیرکونیوم، ۱۲۰۰ تا ۱۳۰۰ دلار قیمت دارد. اگر هافنیم با درصد ناخالصی پایین‌تر (کمتر از ۰٫۱ درصد زیرکونیوم) تولید شود، قطعاً قیمت بالاتری هم خواهد داشت. هر کیلوگرم هافنیم با ۰٫۵ تا ۱ درصد و ۱ تا ۳ درصد زیرکونیوم به ترتیب ۸۰۰ تا ۹۰۰ دلار و ۵۰۰ تا ۷۰۰ دلار به فروش می‌رسد. مقایسه میزان تولید و قیمت هافنیم و عنصر دیگری به نام رنیوم ممکن است هر کسی را به تعجب وادارد: در حالی که میزان تولید سالیانه هافنیم و رنیوم تقریباً در حد و حدود یکدیگر است (هافنیم ۷۰ تن و رنیوم ۵۰ تن)، هر کیلوگرم رنیوم در مقایسه با هافنیم ۴ الی ۵ هزار دلار معامله می‌شود.

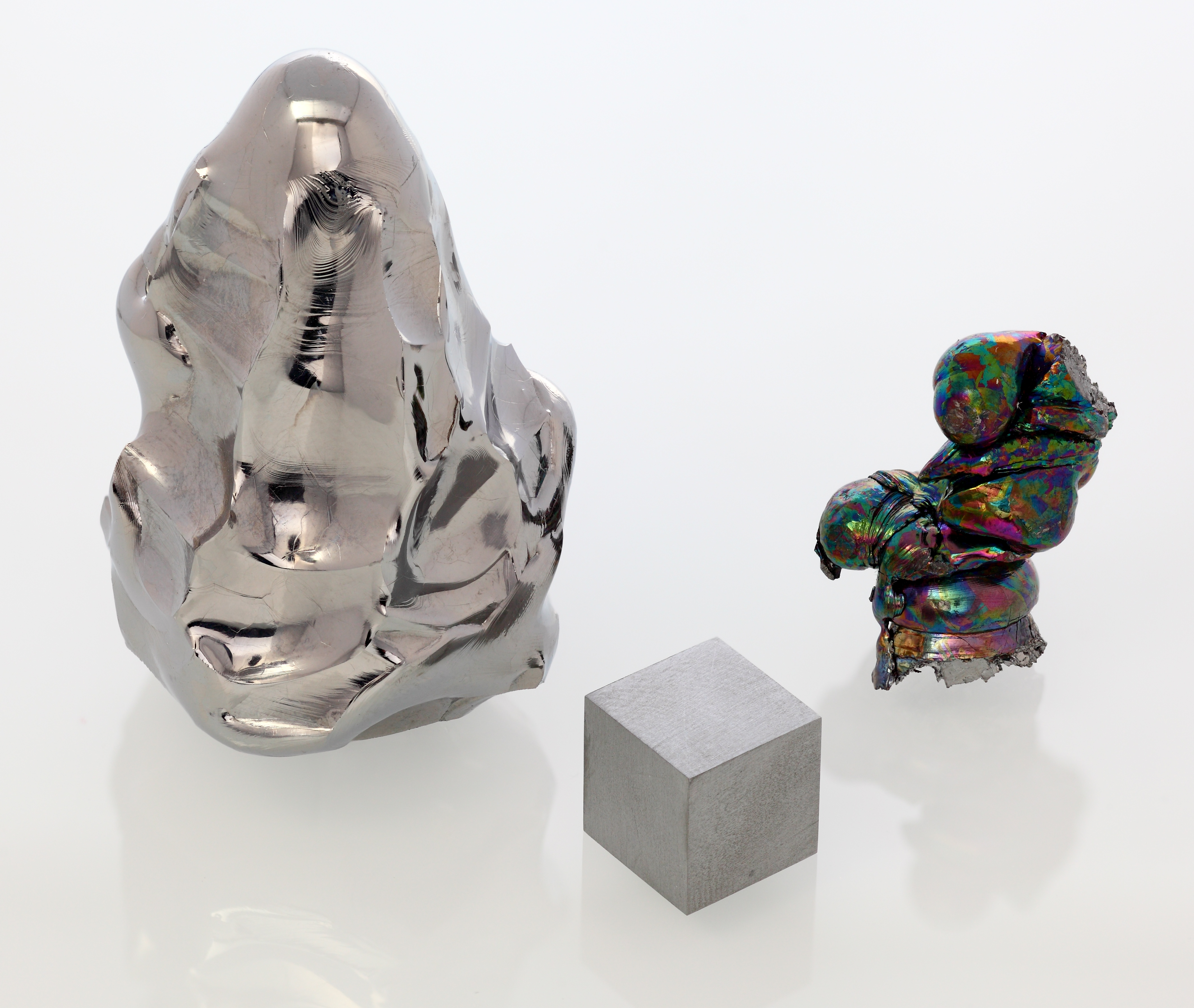

## کاربرد
در حال حاضر هافنیم سه کاربرد مهم دارد که عبارتند از: ۱. تولید ابرآلیاژها (چه در صنایع هوا فضا و چه در دیگر صنایع) ۲. تولید آلیاژهای دیرگداز و ۳. کاربردهای هسته‌ای

### آلیاژها
کاربرد هافنیم با نقطه ذوب بالای ۲۲۳۳ درجه سانتیگراد (۴۰۵۱ درجه فارنهایت) در آلیاژهای مقاوم در برابر گرما و آلیاژهای حاوی نیکل پر کریستال (پلی کریستال) باعث تقویت مرز دانه‌ها (محل تلاقی دانه‌های متبلور شده) در آلیاژ شده و نتیجتاً مقاومت کششی آلیاژ و همچنین مقاومت آن در برابر تغییر شکل در دماهای بالا را به شکل قابل توجهی افزایش می‌دهد. به علاوه به دلیل تمایل بالای هافنیم به ترکیب با کربن، نیتروژن و اکسیژن، کاربرد آن در آلیاژها باعث مقاومت بیشتر آلیاژ در مرحله پخش ذره ای می‌شود. یکی از رایج‌ترین کاربردهای هافنیم، استفاده از آن در ابرألیاژهایی است که در پره توربین‌ها یا قسمت انتهایی و داغ موتور جت یافت می‌شوند و قابلیت استقامت در برابر حرارت و فشار بالا را دارند. مقدار هافنیم به کار رفته در این آلیاژها چیزی حدود ۱ الی ۲ درصد است. به عنوان مثال آلیاژ MAR-M 247 که حاوی ۵/۱ درصد هافنیم است یکی از آلیاژهای نیکل پرکریستال است که توسط شرکت مارتین ماریتا (Martin Marietta) تولید شده‌است و شرکت زیمنس از آن برای ساخت توربین‌های زمینی که در دمای ۱۰۳۸ درجه سانتی‌گراد کار می‌کنند، استفاده می‌کند. هافنیم در برخی آلیاژهای دیگر نیز به کار رفته‌است که از جمله آن‌ها می‌توان به موارد زیر اشاره کرد: آلیاژ T111 تانتالوم (۸ درصد تنگستن، ۲ درصد هافنیم و بقیه تانتالوم)، آلیاژ T222 تانتالوم تنگستن (شامل ۱۰ درصد تنگستن، ۲٫۵ درصد هافنیم، ۰٫۰۱ درصد کربن و بقیه تانتالوم)، آلیاژ MHC مولیبدنوم که به آن کاربید مولیبدنوم هافنیم هم گفته می‌شود (شامل ۱٫۲ درصد هافنیم، ۰٫۱ درصد کربن و بقیه مولیبدنوم). همچنین درصد استفاده از هافنیم در برخی از آلیاژهای نیوبیوم به ترتیب زیر است: آلیاژ C-103 (10 درصد هافنیم، ۱ درصد تیتانیوم و ۱ درصد زیرکونیوم)، آلیاژ C-129Y (10 درصد تنگستن، ۱۰ درصد هافنیم، ۰٫۷ درصد ایتریم) و آلیاژ WC-3015 (30 درصد هافنیم، ۱۵ درصد تنگستن، ۱٫۵ درصد زیرکونیوم). آلیاژهای نیوبیوم که حاوی هافنیم هستند علاوه بر کاربردهای متعددی که دارند به عنوان روکش ابزارآلات تراشکاری نیز استفاده می‌شوند. آلیاژ C-103 و کاربید تانتالوم هافنیم نیز در ساخت دهانه‌های رانشگر موتور موشک مورد استفاده واقع می‌شوند. عملکرد هافنیم به عنوان یک ماده دیرگداز چه در آلیاژهای تانتالوم و مولیبدنوم و چه در ترکیبات دو تایی بسیار عالی است. کاربید هافنیم با فرمول شیمیایی HfC با نقطه ذوب بالای ۳۸۹۰ درجه سانتیگراد یکی از دیرگدازترین ترکیبات دوتایی است که تاکنون تولید شده‌است. همچنین نیترید هافنیم با نقطه ذوبی حدود ۳۳۱۰ درجه سانتیگراد، دیرگدازترین نیترید فلزی محسوب می‌شود. شاید هنوز هم کاربردهای ناشناخته ای برای هافنیم چه در آلیاژها و چه در کاتالیزورها متصور باشد. سال‌ها پیش مقاله ای در نشریه «اخبار شیمی و مهندسی» به چاپ رسید که عنوان آن به صورت زیر بود: «ظهور هافنیم: این فلز واسطه که روزگاری در پرده ابهام فرورفته بود اکنون به عنوان یک کاتالیزور فوق‌العاده توجه همگان را به خود جلب می‌کند.»

### مصارف هسته‌ای
دستیابی به هافنیم بیشتر نتیجه تصمیم برای استفاده از زیرکونیوم در مصارف هسته‌ای است. همان‌طور که قبلاً اشاره شد، جهت استفاده از زیرکونیوم تصفیه شده در میله‌های سوخت اورانیوم باید تا آنجا که ممکن است هافنیم را از آن زدود. ساختار و خواص شیمیایی مشابه زیرکونیوم و هافنیم در یک محیط هسته‌ای نیز نمی‌توانند زیاد از یکدیگر متفاوت باشند. به عبارت دیگر شاید بتوان گفت علاوه بر کاربردی که هافنیم در تولید آلیاژها دارد، یکی از مصارف عمده‌اش، کاربرد در صنایع هسته‌ای است. زیرکونیوم عملاً اجازه عبور نوترون‌ها را از خود می‌دهد در حالی که هافنیم به شدت جاذب آنهاست؛ بنابراین هرچند که در ساخت میله‌های سوخت هسته‌ای غالباً از زیرکونیوم استفاده می‌شود، اما میله‌های کنترل که وظیفه‌شان جمع‌آوری نوترون‌های پراکنده و کند کردن روند شکافت هسته‌ای در واکنش گاه (راکتور) است، اغلب از هافنیم ساخته می‌شوند. یکی از اولین مصارف هافنیم در صنایع هسته‌ای کاربرد آن در رآکتورهای پمپاژ آب سبک تحت فشار است که برای تأمین انرژی وسایل نقلیه دریایی همچون زیردریایی‌ها به کار می‌روند. وجود مقدار ناخواسته ای از یک فلز در فلز دیگر همیشه تأثیر یکسانی ندارد: اگر حتی تا ۴٫۵ درصد هم زیرکونیوم در میله‌های کنترل هافنیمی موجود باشد، باز هم عملکرد این میله‌ها رضایتبخش خواهد بود در حالی که وجود همین میزان هافنیم در میله‌های سوخت زیرکونیمی به هیچ عنوان مجاز نیست. هافنیم علاوه بر خاصیت جذب نوترون، دو خاصیت به درد بخور دیگر نیز برای صنایع هسته‌ای دارد که عبارتند از: دوام و مقاومت در برابر خوردگی. از دیگر کاربردهای متنوع هافنیم می‌توان به موارد زیر اشاره کرد:
- جوشکاری پلاسما و تراشکاری قوسی: از آنجا که هافنیم به الکترون‌ها اجازه آزاد شدن در هوا و متعاقب آن تشکیل قوس الکتریکی را می‌دهد، نه تنها می‌تواند به عنوان الکترود و به جای تنگستن در نوک دستگاه جوشکاری پلاسما به کار رود بلکه به عنوان کاتد نیز در دستگاه تراشکاری قوس پلاسما کاربرد پیدا می‌کند.
- ریزپردازنده‌ها: هافنیم مخصوصاً به خاطر مقاومت حرارتی بالایی که دارد جایگزین خوبی برای سیلیکون در ریزپردازنده‌ها به‌شمار می‌آید. بسیاری از تولیدکنندگان تراشه‌های کامپیوتری از کلرید هافنیم (HfCl4) و اکسید هافنیم (HfO2) در ریزپردازنده‌های خود استفاده می‌کنند. به عنوان مثال تراشه‌های ۴۵ نانومتری شرکت اینتل با ثابت دی الکتریک (k) بالا از هافنیم ساخته شده‌اند؛ شرکت اینتل از زمانی که دریافت استفاده از هافنیم به جای سیلیکون باعث کاهش تراوش جریان الکتریکی در تراشه‌ها می‌شود و بدین ترتیب امکان تولید تراشه‌های کوچکتر، قدرتمند تر و با مصرف انرژی کمتر فراهم می‌گردد، به این فلز (هافنیم) روی آورده‌است. دیگر شرکت‌های سازنده قطعات الکترونیکی نیز در حال بررسی استفاده از اکسید هافنیم برای تولید حافظه (رم)های مقاوم (ReRAM) هستند.
- روکش کاری به روش رسوب‌دهی فیزیکی یا شیمیایی با استفاده از بخار (CVD/PVD): هافنیم در روکش کاری به روش‌های مذکور اغلب به عنوان لایه نازکی از روکش به کار می‌رود و در مصارفی همچون تولید دیسک گردان‌های نوری (سی‌دی یا دی‌وی‌دی درایو) کاربرد پیدا می‌کند.
- لیزر: از اکسید هافنیم در تولید دی‌وی.دی‌خوان‌های لیزر آبی (بلو ری) نیز استفاده می‌شود.

## کاربردهای دیگری از هافنیم
1. در لامپ‌ها، به ویژه لامپ‌های رشته‌ای
2. به عنوان الکترود در برش پلاسما
3. در زیردریایی‌های هسته‌ای
4. اکسید هافنیم به عنوان یک عایق الکتریکی در میکروچیپ‌ها استفاده می‌شود
5. و کاتالیزور هافنیم نیز در واکنش‌های پلیمریزاسیون به کار می‌رود.